# Hinderhausen
Hinderhausen is een dorp in Crombach, deelgemeente van de stad Sankt Vith in de Belgische provincie Luik. Eind 2015 telde het 376 inwoners. Het dorpscentrum ligt op een hoogte van 510 meter.
Hinderhausen ligt meer dan twee kilometer ten noordwesten van het dorpscentrum van Crombach en zes kilometer ten westen van het stadscentrum van Sankt Vith.

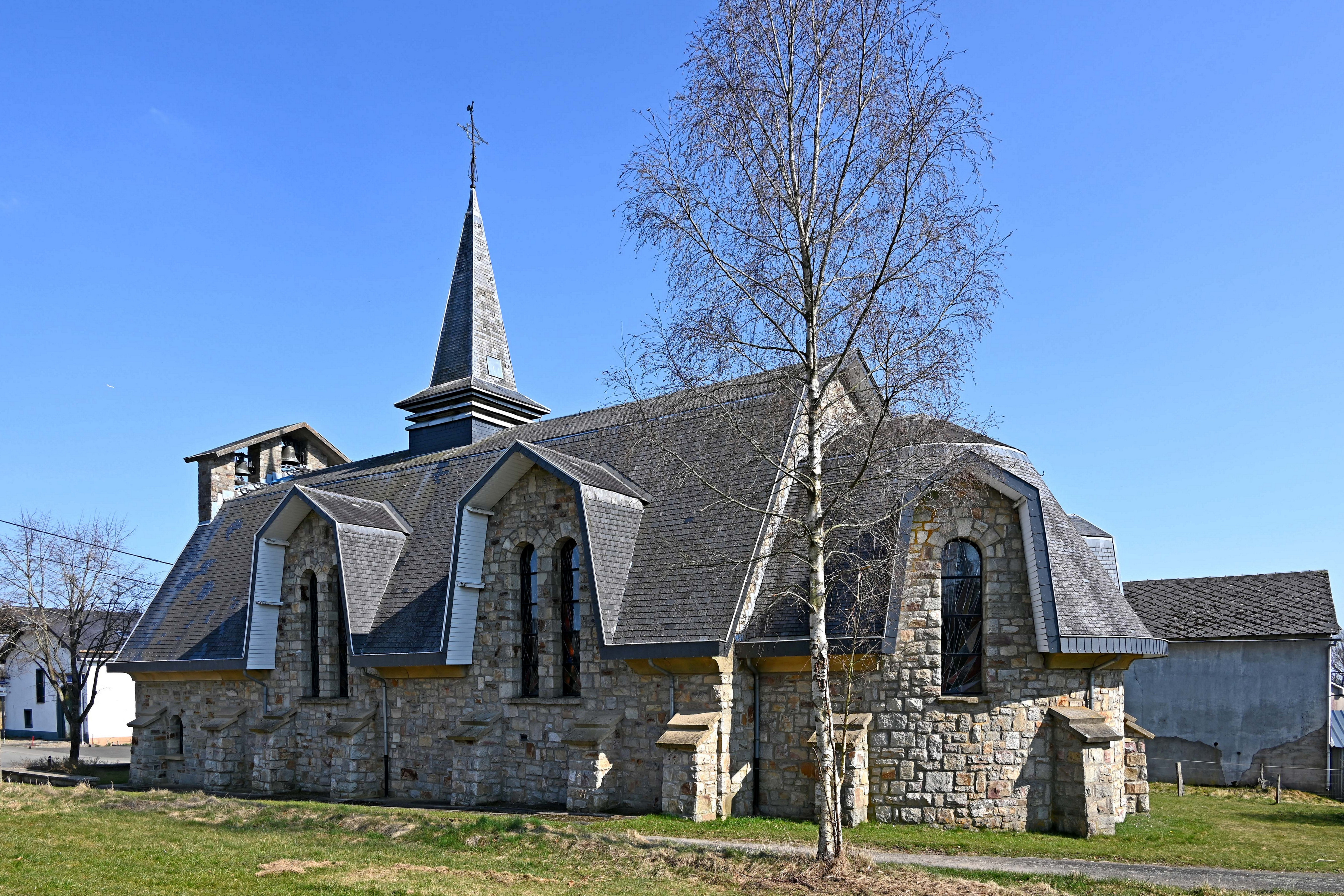
Kirche St. Albinus

## Geschiedenis
Vermoedelijk werd het dorp omstreeks het jaar 1000 gesticht. In 1495 werd het voor het eerst vermeld, als Hudershusen.
Op het eind van het ancien régime, toen tijdens de Franse bezetting rond 1794 de gemeenten werden gecreëerd, werd het dorp ondergebracht in de gemeente Crombach. Na de Franse bezetting ging het gebied naar Pruisen.
Na de Eerste Wereldoorlog werd de plaats met de Oostkantons bij België aangehecht.
Bij de gemeentelijke fusies van 1977 kwam Hinderhausen met Crombach bij de gemeente Sankt Vith.

## Bezienswaardigheden
- De Sint-Albinuskerk. Sedert 1924 is het een parochiële eenheid samen met de parochie van Rodt.

## Nabijgelegen kernen
Rodt, Crombach, Poteau
Deelgemeenten: Crombach · Lommersweiler · Recht · Sankt Vith · Schönberg

Overige kernen: Alfersteg · Amelscheid · Andler · Atzerath · Breitfeld · Eiterbach · Emmels (Nieder-Emmels · Ober-Emmels) · Galhausen · Heuem · Hinderhausen · Hünningen · Mackenbach · Neidingen · Neubrück · Neundorf ·  Rödgen · Rodt · Schlierbach · Setz · Steinebrück · Wallerode · Weppeler · Wiesenbach

Belgische gemeenten · Duitstalige Gemeenschap · Arrondissement Verviers · Luik · Wallonië